# Didier Bezace
Didier Bezace (Parigi, 10 febbraio 1946 – Parigi, 11 marzo 2020) è stato un attore francese.

## Filmografia parziale

### Cinema
- La piccola ladra (La petite voleuse), regia di Claude Miller (1988)
- Sulla Terra come in cielo (Sur la terre comme au ciel), regia di Marion Hänsel (1992)
- Legge 627 (L.627), regia di Bertrand Tavernier (1992)
- Profil bas, regia di Claude Zidi (1993)
- Petits arrangements avec les morts, regia di Pascale Ferran (1994)
- Les voleurs, regia di André Téchiné (1996)
- L'immagine del desiderio (La femme de chambre du Titanic), regia di Bigas Luna (1997)
- Ricomincia da oggi (Ça commence aujourd'hui), regia di Bertrand Tavernier (1999)
- La dilettante, regia di Pascal Thomas (1999)
- Domani andrà meglio (Ça ira mieux demain), regia di Jeanne Labrune (2000)
- Ceci est mon corps, regia di Rodolphe Marconi (2001)
- C'est le bouquet!, regia di Jeanne Labrune (2002)
- Mariages!, regia di Valérie Guignabodet (2004)
- Ma vie en l'air, regia di Rémi Bezançon (2005)
- Le pressentiment, regia di Jean-Pierre Darroussin (2006)
- Le coach, regia di Olivier Doran (2009)
- Sans queue ni tête, regia di Jeanne Labrune (2010)
- Il ministro - L'esercizio dello Stato (L'exercice de l'État), regia di Pierre Schoeller (2011)
- Quai d'Orsay, regia di Bertrand Tavernier (2013)
- À coup sûr, regia di Delphine de Vigan (2014)
- L'origine de la violence, regia di Élie Chouraqui (2016)

### Televisione
- De wereld van Ludovic - film TV (1993)
- L'histoire du samedi - serie TV, 2 episodi (1996, 1998)
- Les Thibault - miniserie TV, 3 episodi (2003)
- Sissi, l'imperatrice ribelle (Sissi, l'impératrice rebelle) - film TV (2004)
- Compagni di strada (Les camarades) - miniserie TV, 3 episodi (2007)
- Reporters - serie TV, 8 episodi (2007)
- Vivace - film TV (2011)
- Anomalia - serie TV, 8 episodi (2016)
- Un avion sans elle - serie TV, 4 episodi (2019)

## Doppiatori italiani
- Paolo Maria Scalondro in Legge 627
- Stefano De Sando in L'immagine del desiderio
- Paolo Buglioni in Il ministro - L'esercizio dello Stato